# Демидова, Валерия Владимировна
Валерия Владимировна Демидова (род. 3 марта 2000, Москва) — российская спортсменка, обладательница Кубка мира сезона 2019/2020 по фристайлу в дисциплине хафпайп, пятикратная чемпионка Российской Федерации. Участница Олимпийских игр 2018 года в южнокорейском городе Пхенчхан. Член сборной команды страны.

## Биография
Родилась 3 марта 2000 года в городе Москва. С детского возраста Валерия активно занималась фигурным катанием и акробатикой. В одиннадцать лет увлеклась лыжами. Учитывая отличные данные по акробатике, спортсменка стала специализироваться в хафпайпе и слоупстайле. Её тренирует Евгений Серов. Выступает за спортивную школу олимпийского резерва «Воробьевы горы». Проходит обучение в Российском государственном университете физической культуры, спорта, молодежи и туризма.

## Спортивная карьера
В 2014 году стала второй на чемпионате России. В 2015 году повторила свой успех на национальном чемпионате. Также заняла второе место в Первенстве мира среди юношей и девушек.
В 2017 году Валерия Демидова триумфально завершила выступление на чемпионате России — стала чемпионкой и вошла в состав сборной команды России. В этом же году состоялся дебют на этапах Кубка мира. На чемпионате России 2018 года она повторила свой успех, поднявшись на верхнюю ступень пьедестала второй раз подряд. Спортсменка была приглашена для участия в Олимпийских играх в Пхёнчхане, где заняла итоговое шестое место.
Приказом Министерства спорта Российской Федерации № 139 нг от 2 октября 2018 года Валерии Владимировне Демидовой присвоено спортивное звание «Мастер спорта международного класса».
21 декабря 2019 года она отлично выступает и побеждает на соревнованиях по «хафпайпу» на этапе Кубка мира по фристайлу, который проходил в Китае. Победа девятнадцатилетней спортсменки стала первой в истории для представителей России в этой дисциплине на этапах Кубка мира. 1 февраля 2020 года на этапе Кубка мира по фристайлу в США она занимает второе место в дисциплине «хафпайп».
14 февраля 2020 года впервые в карьере стала победительницей общего зачета Кубка мира в дисциплине хафпайп.